# Chokladflickan
Chokladflickan (franska: La Belle Chocolatière, tyska: Das Schokoladenmädchen) är en pastellmålning av schweizaren Jean-Étienne Liotard, som visar en chokladserverande tjänsteflicka. Flickan bär på en bricka med en porslinsmugg och ett glas vatten. I Jean-Étienne Liotards samtid klassades målningen som hans mästerverk.
1862 köpte amerikanska Baker's Chocolate Company rättigheterna att använda bilden. Under andra världskriget transporterade tyskarna den till Königsteins fästning. Efter kriget återfördes den till Dresden av framryckande sovjetiska trupper.